# Coleophora schahkuhensis
Coleophora schahkuhensis é uma espécie de mariposa do gênero Coleophora pertencente à família Coleophoridae.